# Chor Minor
O Chor Minor ou Char Minar, também conhecido como Madraça de Khalif Niyaz-kul, é monumento em Bucara, Usbequistão, que integra o sítio "centro histórico de Bucara", inscrito na lista do Património Mundial da UNESCO. O nome do monumento significa "quatro minaretes" em persa, uma referência às suas quatro torres, que na realidade não são minaretes.

## História
O monumento foi construído no início do século XIX por Khalif Niyaz-kul, um natural de Bucara abastado de origem turcomena. É comum identificar o Chor Minor apenas com o edifício com quatro torres, cuja função não é clara, mas provavelmente era a parte frontal duma madraça que já não existe, que era simultaneamente um portal monumental, uma espécie de "tabuleta" gigante que anunciava a localização da madraça e uma parte integral e funcional desta (por exemplo, o andar superior tem uma sala abobadada que provavelmente foi usada como biblioteca). Na realidade o Chor Minor é um complexo de edifícios que tinha funções rituais e de abrigo, que outrora fez parte do complexo duma madraça que foi demolida. As caraterísticas arquitetónicas do monumento são únicas em Bucara e não é claro o que teria levado Niyaz-kul a construí-lo nem onde foi inspirado.
Em 1995 uma das torres desmoronou-se devido a um regato subterrâneo e foi pedida assistência de emergência ao Fundo do Património Mundial da UNESCO. O colapso causou instabilidade em toda a estrutura e as autoridades esforçaram-se para que o desastre fosse pouco divulgado; sem qualquer explicação, o edifício desapareceu da lista de atrações turísticas e a torre foi reconstruída apressadamente usando materiais não tradicionais, como cimento de baixa qualidade e aço, algo que não foi divulgado oficialmente.

## Arquitetura
O edifício principal é uma mesquita, que apesar do aspeto exterior incomum, tem um interior típico duma mesquita da Ásia Central. Graças às cúpulas, a sala de oração tem boas carateríticas acústicas, o que a torna muito adequada para ser um dhikr-hana, ou seja um local para cerimónias dhikr sufistas, que frequentemente incluem recitação, cantos e música instrumental. Em cada um dos lados do edifício há divisões de habitação, algumas delas arruinadas, apenas com as fundações visíveis. Consequentemente, as únicas coisas que faltam para que o conjunto pudesse ser uma autêntica madraça são divisões utilitárias e salas de aula. No entanto, era comum chamar madraças a edifícios que não tinham salas de aula ou, mesmo que as tivessem, não era utilizadas para aulas, os quais eram usados como residências de estudantes.
Cada uma das quatro torres tem motivos de decoração diferentes. Para alguns autores, nomeadamente de folhetos turísticos, os elementos decorativos refletem as quatro religiões presentes na Ásia Central, havendo elementos de evocativos do cristianismo, que têm reminiscências de cruzes e peixes, uma roda de oração budista, além de motivos zoroastristas e islâmicos. As torres não são minaretes. Três delas era usadas como armazéns e uma delas tem uma escadaria até ao cimo. Todas são cobertas por cúpulas cobertas de azulejos azuis.
Cada uma das quatro torres tem motivos de decoração diferentes. Para alguns autores, os elementos decorativos refletem as quatro religiões presentes na Ásia Central. Há elementos de evocativos do cristianismo, que têm reminiscências de cruzes e peixes, uma roda de oração budista, além de motivos zoroastristas e islâmicos. As torres não são minaretes. Três delas era usadas como armazéns e uma delas tem uma escadaria até ao cimo. Todas são cobertas por cúpulas cobertas de azulejos azuis.